# Steindachneridion scripta
Steindachneridion scripta és una espècie de peix de la família dels pimelòdids i de l'ordre dels siluriformes.

## Morfologia
- Els mascles poden assolir 90 cm de longitud total.[4][5]

## Alimentació
És carnívor.

## Hàbitat
És un peix d'aigua dolça i de clima tropical.

## Distribució geogràfica
Es troba a Sud-amèrica: conques dels rius Paranà i Uruguai.